# Hierápolis
Hierápolis (em grego: Ἱεράπολις; romaniz.: Hierapolis) foi uma antiga cidade localizada no vale do rio Lico, próxima as cidades de Laodiceia e Colossas, na região clássica da Frígia. Suas ruínas ficam ao lado da cidade de Pamukkale, na Turquia.

## História
A cidade foi fundada por Eumenes II, rei de Pérgamo, no século II a.C. Desmoronou após um terremoto durante o reinado de Tibério no ano 17. A cidade foi reconstruída e teve transformações significativas nos séculos II e III d.C. que o fizeram perder todo o seu antigo caráter helenístico para se tornar uma típica cidade romana. Nesse período, tornou-se um importante centro de descanso de verão para os nobres de todo o império, que iam a cidade atraídos pelas águas termais. Mais tarde sob o domínio bizantino, caiu nas mãos dos seljúcidas em 1210. Foi completamente destruída por um terremoto em 1354.
Nesta cidade residiram Papias, discípulo do apóstolo João e Epiteto, filósofo estoico.

### Hierápolis no contexto bíblico
A cidade de Hierápolis é mencionada uma única vez na Bíblia, na Epístola aos Colossenses, onde o apóstolo Paulo encarcerado em Roma cita sobre o zelo que Epafras, um companheiro de suas aflições, tem pela igreja de Hierápolis «Saúda-vos Epafras, que é dos vossos, servo de Cristo, combatendo sempre por vós em orações, para que vos conserveis firmes, perfeitos e consumados em toda a vontade de Deus. Pois eu lhe dou testemunho de que tem grande zelo por vós, e pelos que estão em Laodiceia, e pelos que estão em Hierápolis» (Colossenses 4:12-13).

## Arqueologia
Hoje a cidade é um importante sítio arqueológico. Lá ficam, entre outros monumentos, o Martírio de São Felipe, túmulo construído no século V, segundo um complexo plano da época bizantina (quarto octogonal, formando uma cruz dupla, rodeado por uma praça), o Teatro Romano e as fontes termais que atraem milhares de pessoas doentes a esta área.
A cidade foi declarada Património Mundial da UNESCO em conjunto com Pamukkale.